# كيل زون: ميرسنري
كيل زون: ميرسنري (بالإنجليزية: Killzone: Mercenary)‏ هي لعبة فيديو من نوع الخيال العلمي، تاريخ صدورها هو 2013 . وهي متوفرة على أجهزة بلاي ستيشن فيتا . اللعبة من تطوير غيريلا كامبريدج وهي من نشر سوني كمبيوتر إنترتينمنت .

## روابط خارجية
- كيل زون: ميرسنري على موقع IMDb (الإنجليزية)